# 奈良岡末造
奈良岡 末造（ならおか すえぞう、1913年（大正2年）10月31日 - 1995年（平成7年）12月31日）は日本の政治家。青森県青森市長。

## 来歴
青森市出身。1931年、青森県立青森商業学校（現・青森県立青森商業高等学校）卒。卒業後は生家の米屋を手伝い、その傍ら、青森県信用組合連合会に勤務した。1947年、青森市議会議員に当選、4期16年務め、この間、1957年から4年間議長を務め、東北市議会議長会会長、全国市議会議長会副会長を歴任した。1963年に青森県議会議員に当選、1期務めた。1967年、社会党の推薦を受け、青森市長選挙に立候補し、現職の千葉元江を破った。

### 1971年青森市長選挙
1971年4月25日、自民党公認の白鳥大八を破って再選を果たした。
※当日有権者数：-人 最終投票率：74.99%（前回比：-4.91pts）
| 候補者名   | 年齢 | 所属党派   | 新旧別 | 得票数   | 得票率 | 推薦・支持 |
| ---------- | ---- | ---------- | ------ | -------- | ------ | ---------- |
| 奈良岡末造 | -    | 無所属     | 現     | 76,282票 | 62.7%  | -          |
| 白鳥大八   | -    | 自由民主党 | 新     | 45,359票 | 37.3%  | -          |

### 1974年青森市長選挙
1973年秋に奈良岡の弟が議会議事堂に絡んで収賄容疑で逮捕された。これを受けて、同年12月に辞意を表明し、1974年1月12日に再出馬を表明して市長を辞任した。同年2月24日、自民党公認の三上辰蔵を破って3選を果たした。また、公職選挙法の規定により奈良岡の任期は辞任前の残任期間となった。
※当日有権者数：-人 最終投票率：85.27%（前回比：+10.28pts）
| 候補者名   | 年齢 | 所属党派   | 新旧別 | 得票数   | 得票率 | 推薦・支持 |
| ---------- | ---- | ---------- | ------ | -------- | ------ | ---------- |
| 奈良岡末造 | -    | 無所属     | 元     | 88,397票 | 60.7%  | -          |
| 三上辰蔵   | -    | 自由民主党 | 新     | 57,248票 | 39.3%  | -          |

### 1975年青森市長選挙
1975年4月27日、社会党、共産党の推薦を受けて、自民党、民社党推薦の工藤正を破って、4選を果たした。
※当日有権者数：-人 最終投票率：71.15%（前回比：-14.12pts）
| 候補者名   | 年齢 | 所属党派 | 新旧別 | 得票数   | 得票率 | 推薦・支持                 |
| ---------- | ---- | -------- | ------ | -------- | ------ | -------------------------- |
| 奈良岡末造 | -    | 無所属   | 現     | 67,772票 | 55.0%  | 日本社会党・日本共産党推薦 |
| 工藤正     | -    | 無所属   | 新     | 55,553票 | 45.0%  | 自由民主党・民社党推薦     |

1979年に退任した。1983年の第13回参議院議員通常選挙において青森県選挙区から無所属（革新系）で立候補したが落選した。後に藍綬褒章と勲三等瑞宝章を受章した。